# セブン&アイ・クリエイトリンク
株式会社セブン&アイ・クリエイトリンクは、不動産管理やショッピングセンターの店舗開発を行う、セブン&アイ・ホールディングスグループの企業である。

## 概要
2005年3月9日に、イトーヨーカ堂と三井物産の合弁により株式会社モール・エスシー開発（モール・エスシーかいはつ、英称：Mall & SC Development Inc.）として設立された。それまで単独の総合スーパー（GMS）または近隣型ショッピングセンター（NSC）中心で、大規模小売店舗立地法の成立後に出店が容易になったコミュニティ型ショッピングセンター（CSC）やショッピングモールの開発分野ではイオンなどの後塵を拝していたセブン&アイ・ホールディングスにとって、自社主導型のCSC開発の体制造りのために設立された企業である。
2016年11月30日付でセブン&アイ・ホールディングスが全株式を取得して現商号に変更し、グループ全般の不動産管理・開発全般を行うための会社となった。
2020年3月1日付でイトーヨーカ堂が株式の51.0％を取得し、イトーヨーカ堂の子会社となった。

## 業態・運営店舗

### 自社開発・運営物件
- モールプラザ - 埼玉県草加市。オープンモール型NSC。核テナントはヨークマート。2006年11月オープン。
- セブンタウン - 近隣型ショッピングセンター。セブン&アイ・クリエイトリンク開発が店舗開発から開店後の運営までを直営で手がける。以下の3店舗がある。
  - セブンタウン常盤平 - 千葉県松戸市。2009年3月29日オープン。土地建物は京成電鉄からの賃借物件。専門店の集合業態で、核テナントと呼べる店舗が存在しない。セブン&アイの店舗は1階のセブン-イレブンのみ。
  - セブンタウンせんげん台 - 埼玉県越谷市。2009年11月20日オープン。自社GMS「イトーヨーカドーせんげん台店」撤退後の再開発物件。開業当初の核テナントはザ・プライスだったが、事業主体の変更により「ヨークプライス」を経て、2021年2月より「ヨークフーズ」。
  - セブンタウン小豆沢 - 東京都板橋区。2010年11月27日オープン[4]。スポーツ施設「小豆沢ガーデン」跡地。核テナントはヨークフーズとヤマダデンキ。
- アリオ倉敷 - 岡山県倉敷市。2011年11月25日オープン。アリオで唯一、受託ではない自社店舗。また核店舗はセブン&アイ系列ではなく、資本提携している天満屋ハピーズとなっている（開業当初の核店舗であったイトーヨーカドーが撤退したため）。
- ショッピングプラザ 鎌ヶ谷 - 千葉県鎌ケ谷市。エンクローズドNSC。旧称は「鎌ヶ谷ショッピングプラザ」。核テナントは食品館イトーヨーカドー。建物の老朽化に伴い、ザ・プライスを核テナントとしていた「鎌ヶ谷ショッピングプラザ」を取り壊し、「ショッピングプラザ 鎌ヶ谷」として2013年11月22日に再開業[5]。
- セブンパーク天美 - 大阪府松原市。2021年11月17日オープン。核店舗はセブン&アイ系列ではなく、三菱グループ・ニチリウグループのライフ[6]。上記のアリオ倉敷とは異なり、開業当初からセブン&アイ系列ではなく、かつ資本提携・業務提携をしていないテナントを核店舗に据えた初の店舗である。セブンパークとしては「セブンパーク アリオ柏」に次ぐ2店舗目となるが、アリオ柏は開業当初からセブン&アイ系列のテナントが中心となっている。

### 運営管理業務受託物件
- フルルガーデン八千代 - 千葉県八千代市。2002年10月オープンで核テナントはイトーヨーカドー八千代店。オープン当初は三井不動産商業マネジメントが運営を手がけていた。
- アリオ - 2024年2月現在、17店舗（倉敷除く）が存在する主要ブランドで、イトーヨーカドーを核店舗としたコミュニティ型ショッピングセンター。会社設立の翌月にはアリオ1号店が開店し運営受託しており、セブン&アイ・クリエイトリンクの設立目的といえる業態である。上述のアリオ倉敷およびアリオ加古川（セブン&アイ・クリエイトリンクが多木化学から施設を転借して運営）を除き、セブン&アイ・クリエイトリンクが店舗開発を手がけ、開店後はイトーヨーカ堂からSCの運営管理業務を受託するという形態を取っている。当初は工場跡地の再開発事例が多かったが、後に既存のイトーヨーカドー店舗の改装によるSCも手掛ける。
- グランツリー武蔵小杉 - 神奈川県川崎市。2014年11月22日オープンで核テナントはイトーヨーカドー武蔵小杉店。計画当初は他店と同じく「アリオ武蔵小杉」になる予定だった。
- プライムツリー赤池 - 愛知県日進市。2017年11月24日オープンで核店舗はイトーヨーカドー赤池店。こちらも計画当初は「アリオ日進赤池」として開発されていた。

### その他
- そごう・西武 - 西武所沢店から西武所沢ショッピングセンターへの転換に際して、セブン&アイグループ会社としてショッピングセンター運営のノウハウ等を提供[7]。